# فارسة من الممالك السبعة (صراع العروش)
فارسة من الممالك السبعة (بالإنجليزية: A Knight of the Seven Kingdoms) هي الحلقة الثانية من الموسم الثامن من المسلسل الفانتازي صراع العروش، والمُقتبس من سلسلة روايات أغنية الجليد والنار للمؤلف جورج ر. ر. مارتن، وهي الحلقة رقم 69 من المسلسل ككل. عُرضت الحلقة لأول مرة في 21 أبريل 2019، على شبكة إتش بي أو المُنتجة للمسلسل، وكانت من كتابة براين كوغمان، ومن إخراج ديفيد نتر.
الحلقة تقع في وينترفيل بكاملها، وتُظهِر استعدادات البشر في حربهم ضد الموتى الذي يصلون إلى أطراف المدينة في آخر الحلقة. والاسم مأخوذ بسبب مشهدٍ فيها حيث يقوم جيمي لانستر بتقليد بريان التارثيّة لقب "فارس"، لتكون أول امرأة تحصل على هذا اللقب في الممالك السبعة.

## ملخص الحلقة
يجتمع قادة الشمال للبحث في أمر (جيمي لانستر) ويوافقوان على قبولِه بينهم بعد أن شهدت (بريان التارثيّة) بصالحه. (دنيريس) تبدأ في فقد ثقتها بـ(تيريون) الذي ارتكب خطأ، مما دفع (جوراه مورمنت) للطب منها أن تُسامحه. ثُم تُحاول إرضاء (سانزا) من خلال إقناعها بأنها تُحبّ (جون) لكنّها لم تستطع الإجابة عن مصير الشمال بعد انتهاء الحرب. يصلُ كُلّ من (ثيون) و(إد) و(تورمند) و(بيريك) إلى المدينة، ويبلّغون (جون) أن قلعة آل أمبر سقطت في يد ملك الليل وأن الحرب قد تبدأ بطلوع الفجر التالي. وخلال التشكيل العسكريّ، يوافق الجميع على مضض اقتراح (بران) بأن يستخدم كطعم لجذب ملك الليل المصمم على تدمير الغراب ذي الثلاث أعيُن. يُحاول (جوراه) إقناع ابنة عمّة (ليانا مورمنت) عن عدم القتال، ويفشل في ذلك، في الوقت الذي يُقدّم له (سام) سيف عائلته آل تارلي الفاليريّ. (جون) و(سام) و(إد) يستذكرون معاً ماضيهم في الحرس الليلي. (آريا) تستلم رُمحها الفاليريّ وتمارس الجنس مع (غيندري). (تيريون)، (جيمي)، (دافوس)، (برين)، (بودريك)، و(تورموند) يشربون معًا في ليلة المعركة، وخلالها يقوم جيمي رسميًا بإعلان (بريان التارثيّة) فارساً، كأوّل فارس أنثى في الممالك السبعة. ومع اقتراب جيشِ الموتى، في سراديب وينترفيل تعرِف (دنيرس) أن (جون) ما هو إلا ابن أخيها الذي يحقّ له المطالبة بالعرش الحديدي.

## نسب المشاهدة
| الموسم | الموسم | رقم الحلقة | رقم الحلقة | رقم الحلقة | رقم الحلقة | رقم الحلقة | رقم الحلقة | رقم الحلقة | رقم الحلقة | رقم الحلقة | رقم الحلقة | المتوسط |
| الموسم | الموسم | 1          | 2          | 3          | 4          | 5          | 6          | 7          | 8          | 9          | 10         | المتوسط |
| ------ | ------ | ---------- | ---------- | ---------- | ---------- | ---------- | ---------- | ---------- | ---------- | ---------- | ---------- | ------- |
|        | 1      | 2.22       | 2.20       | 2.44       | 2.45       | 2.58       | 2.44       | 2.40       | 2.72       | 2.66       | 3.04       | 2.52    |
|        | 2      | 3.86       | 3.76       | 3.77       | 3.65       | 3.90       | 3.88       | 3.69       | 3.86       | 3.38       | 4.20       | 3.80    |
|        | 3      | 4.37       | 4.27       | 4.72       | 4.87       | 5.35       | 5.50       | 4.84       | 5.13       | 5.22       | 5.39       | 4.97    |
|        | 4      | 6.64       | 6.31       | 6.59       | 6.95       | 7.16       | 6.40       | 7.20       | 7.17       | 6.95       | 7.09       | 6.84    |
|        | 5      | 8.00       | 6.81       | 6.71       | 6.82       | 6.56       | 6.24       | 5.40       | 7.01       | 7.14       | 8.11       | 6.88    |
|        | 6      | 7.94       | 7.29       | 7.28       | 7.82       | 7.89       | 6.71       | 7.80       | 7.60       | 7.66       | 8.89       | 7.69    |
|        | 7      | 10.11      | 9.27       | 9.25       | 10.17      | 10.72      | 10.24      | 12.07      | غ/م        | غ/م        | غ/م        | 10.26   |
|        | 8      | 11.76      | 10.29      | 12.02      | 11.80      | 12.48      | 13.61      | غ/م        | غ/م        | غ/م        | غ/م        | 11.99   |

## وصلات خارجية
- فارسة من الممالك السبعة على موقع IMDb (الإنجليزية)
- فارسة من الممالك السبعة على موقع ميتاكريتيك (الإنجليزية)
- فارسة من الممالك السبعة على موقع روتن توميتوز (الإنجليزية)